# Новозеландски кака
Новозеландският кака (Nestor meridionalis) е вид птица от семейство Папагалови (Nestoridae). Видът е застрашен от изчезване.

## Разпространение
Разпространен е в Нова Зеландия.